# شيلتاخ
شيلتاخ (بالألمانية: Schiltach) هي مدينة وبلدة ألمانية تقع في ألمانيا في روتفايل. يقدر عدد سكانها بـ 3,999 نسمة .